# Jaap Brakke
Jaap Brakke (* 1947) ist ein niederländischer Museumsleiter.
Jaap Brakke machte seine ersten Berufserfahrungen am Van Abbemuseum in Eindhoven. Seit 1975 arbeitete er am Drents Museum in Assen, wo er für Pressestelle, Museumspädagogik und Sammlungsbetreuung zuständig war, 2008 wurde er stellvertretender Direktor des Museums. Zum 1. März 2009 wurde er Direktor des Niedersächsischen Landesmuseums Hannover, verließ das Museum jedoch bereits wieder im September 2010 aus persönlichen Gründen.